# Cynanchum fasciculiflorum
Cynanchum fasciculiflorum är en oleanderväxtart som beskrevs av G. Morillo. Cynanchum fasciculiflorum ingår i släktet Cynanchum och familjen oleanderväxter. Inga underarter finns listade i Catalogue of Life.